# Ron Klain
Ronald Alan Klain, född 8 augusti 1961 i Indianapolis i Indiana, är en amerikansk jurist, politisk ämbetsman och tidigare lobbyist. 
Klain var Vita husets stabschef i Biden-administrationen mellan 20 januari 2021 och 7 februari 2023.

## Biografi
Ron Klain är son till byggmästaren Stanley Klain och resebyråtjänstemannen Sarann Warner och växte upp i Indianapolis. Han studerade juridik vid Georgetown University i Washington D.C och Harvard Law School i Cambridge i Massachusetts och avlade en juristexamen 1987. Efter studierna arbetade han som notarie till domaren i USA:s högsta domstol Byron White från 1987 till 1988, därefter som jurist för Senatens justitieutskott 1989–1992 och senare som rådgivare till Senate Democratic Leadership Committee.
Ron Klain var stabschef för vicepresident Al Gore 1995–1999 och för vicepresident Joe Biden från januari 2009 till januari 2011. Han var också under en kortare period "ebola-tsar" (White House Ebola Response Coordinator) under Barack Obama från sent 2014 till tidigt 2015.
Efter sin valseger i presidentvalet i november 2020 annonserade Joe Biden att han avsåg att utnämna Ron Klain till stabschef i Vita huset. Klain satt på posten mellan 20 januari 2021 och 7 februari 2023 och efterträddes av Jeff Zients.

## Privatliv
Ron Klain är gift med juristen Monica Medina och har tre barn.